# 扎斯塔夫亞 (里夫內區)
50°44′9″N 25°57′22″E / 50.73583°N 25.95611°E

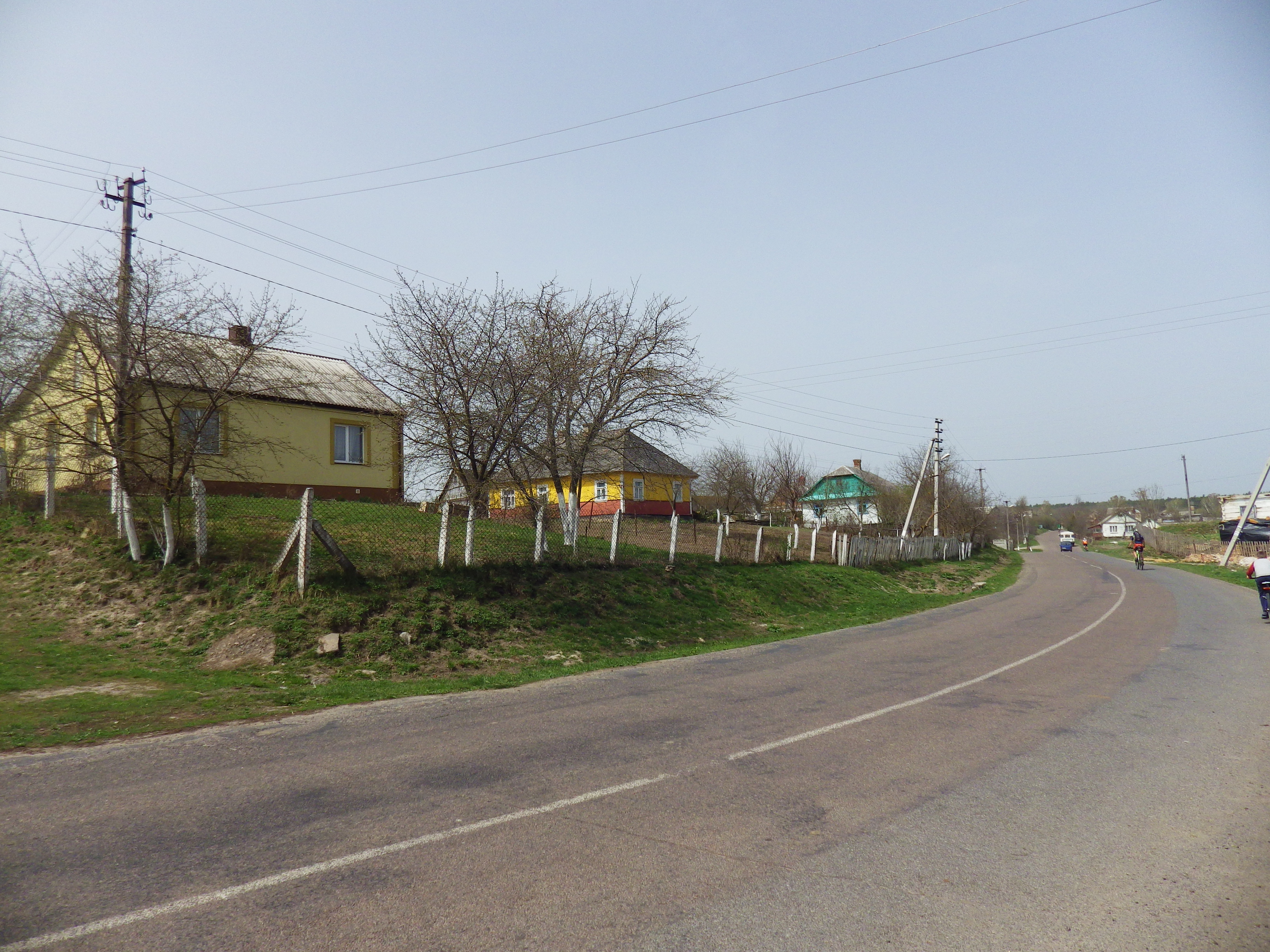

扎斯塔夫亞（烏克蘭語：Застав'я），是烏克蘭西北部里夫内州里夫内区佐里亚市镇的村落。始建於1603年，面積0.35平方公里，海拔高度181米，2001年人口251，人口密度每平方公里717.1人。